# Schronisko w Podlesiu koło Rabsztyna Pierwsze
Schronisko w Podlesiu koło Rabsztyna Pierwsze – schronisko w skale Pazurek Drugi na Wyżynie Olkuskiej wchodzącej w skład Wyżyny Krakowsko-Częstochowskiej. Znajduje się we wsi Podlesie, w województwie małopolskim, w powiecie olkuskim, w gminie Olkusz.

## Opis obiektu
O północną ścianę skały Pazurek Drugi jest oparty olbrzymi głaz. Schronisko znajduje się pomiędzy tym głazem i ścianą Pazurka II. Ma poziome dno o szerokości od 0,5 do 1,5 m i otwory na obydwu końcach. Wysokość schroniska wynosi około 7 m i możliwe jest przez zapieraczkę podejście do góry.
Schronisko powstało w późnojurajskich wapieniach skalistych. Jest widne i przewiewne. W ścianach są liczne wżery erozyjne. Namulisko piaszczysto-próchniczne z domieszką drobnego gruzu wapiennego. Na ścianach rozwijają się mchy i porosty, wewnątrz obserwowano pajęczaki i motyle.
Schronisko było znane od dawna. Po raz pierwszy zinwentaryzował go Kazimierz Kowalski w 1948 r. Jego dokumentacje opracowano w 1990 roku dla Zarządu Zespołu Jurajskich Parków Krajobrazowych woj. katowickiego. Plan opracował M. Szelerewicz.

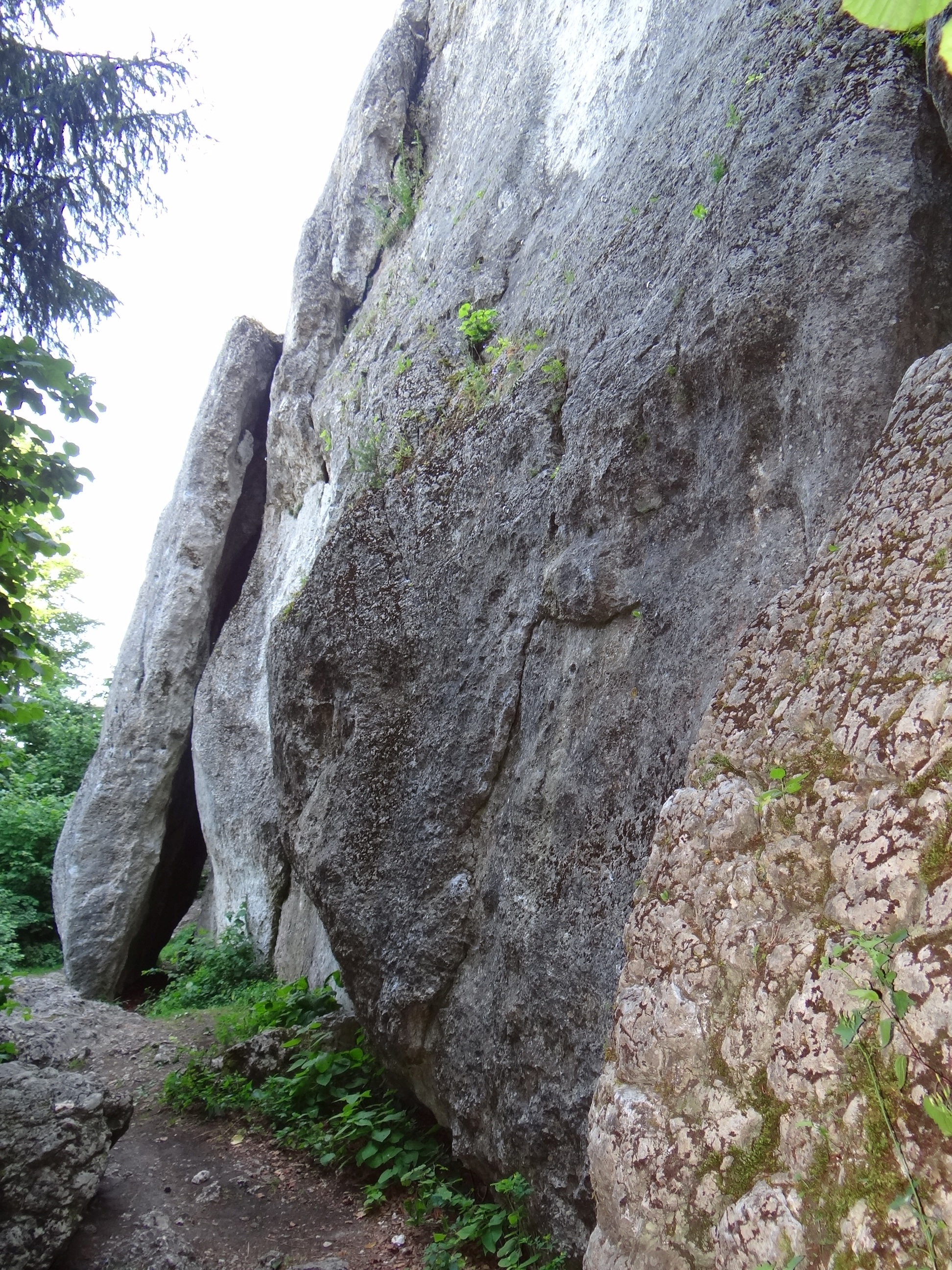
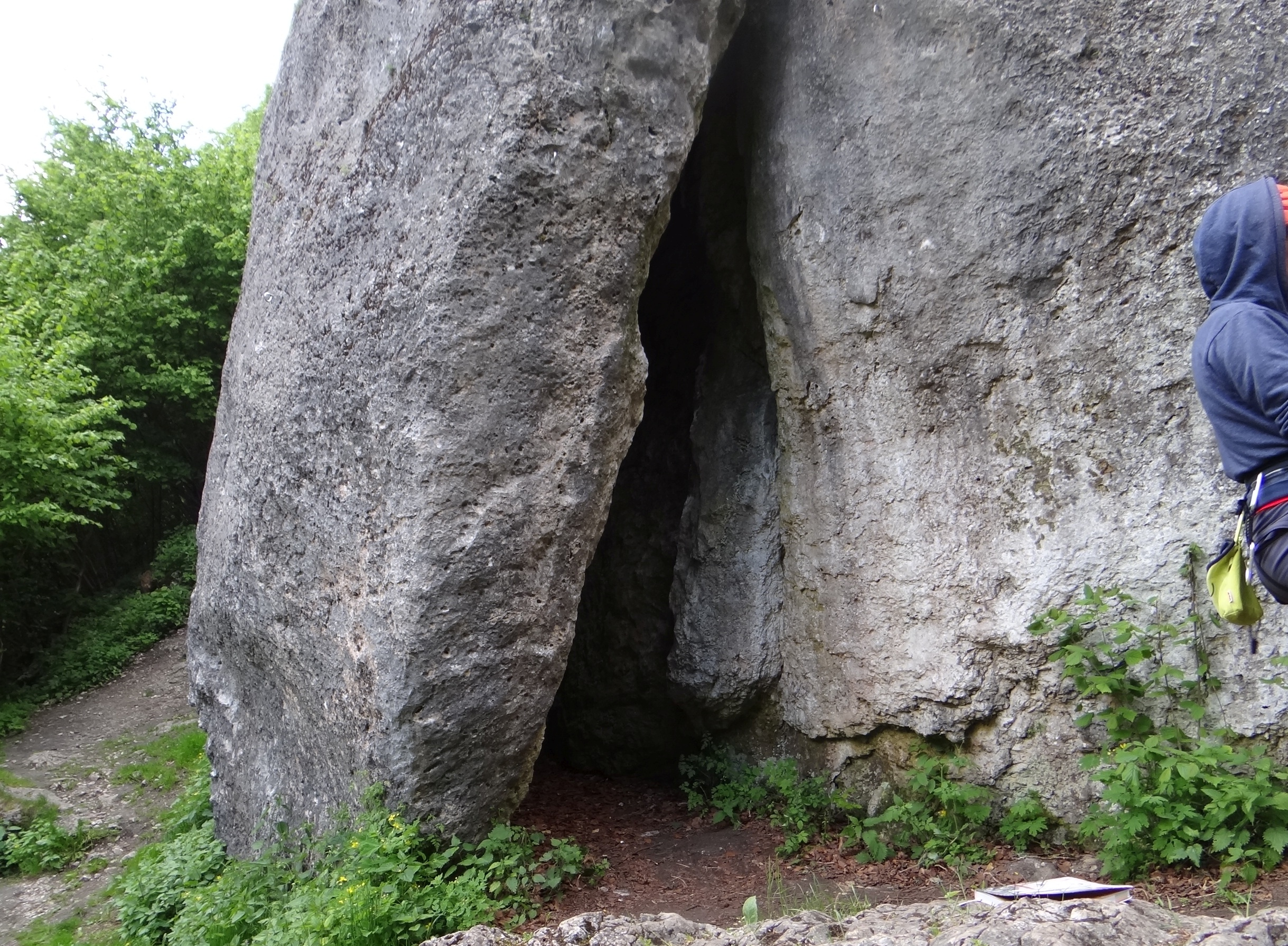
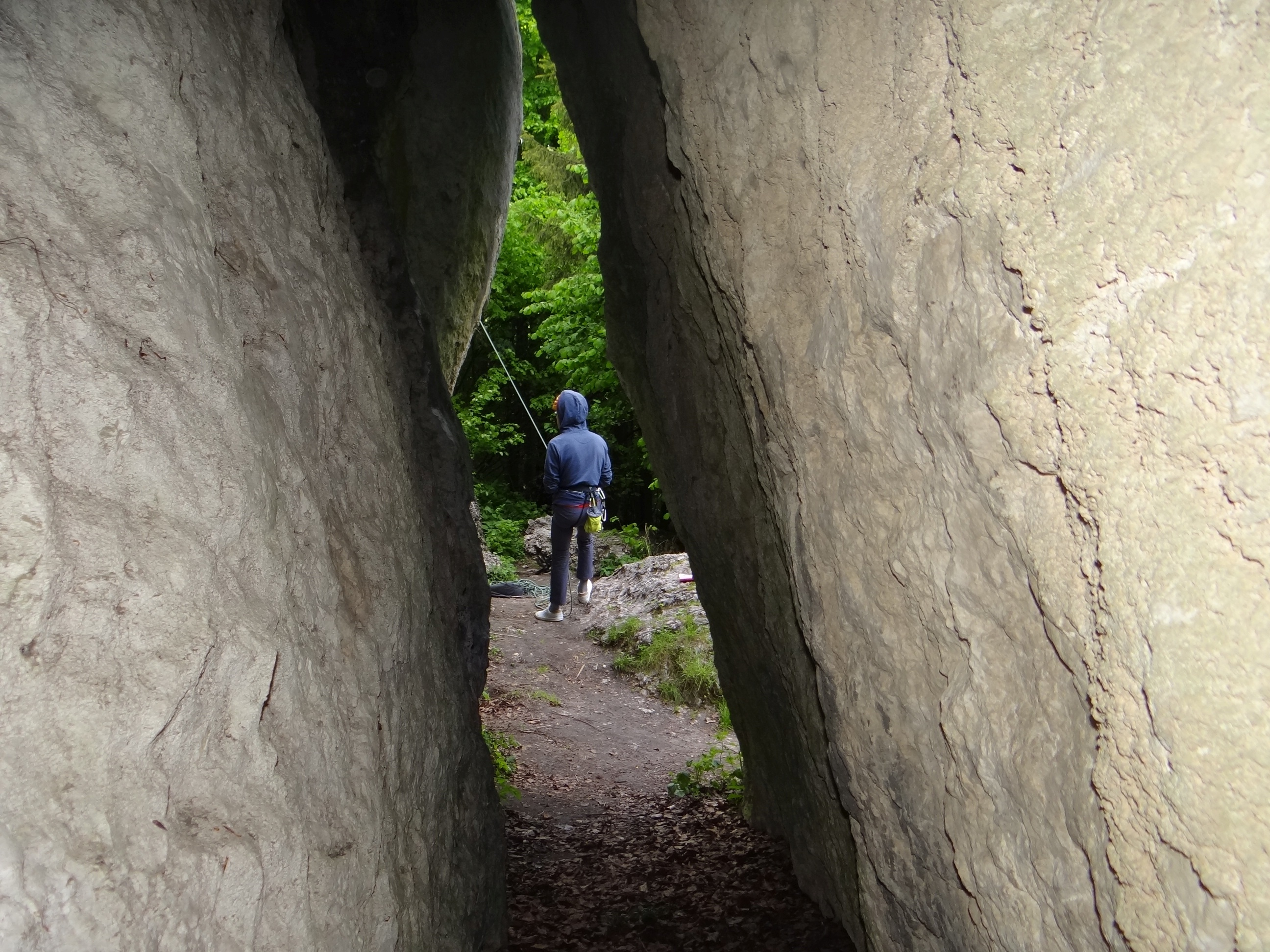
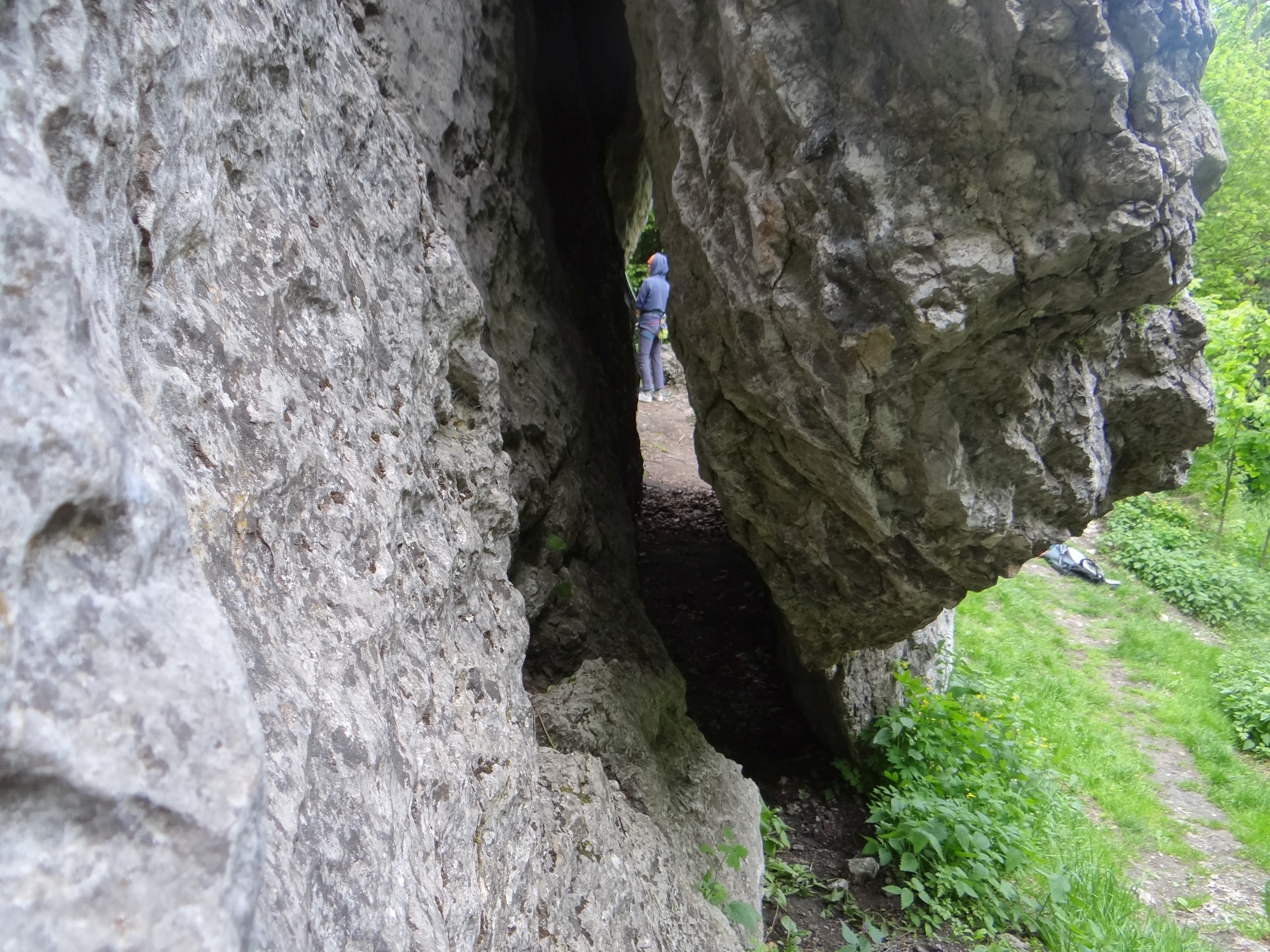